# Luật chiến tranh

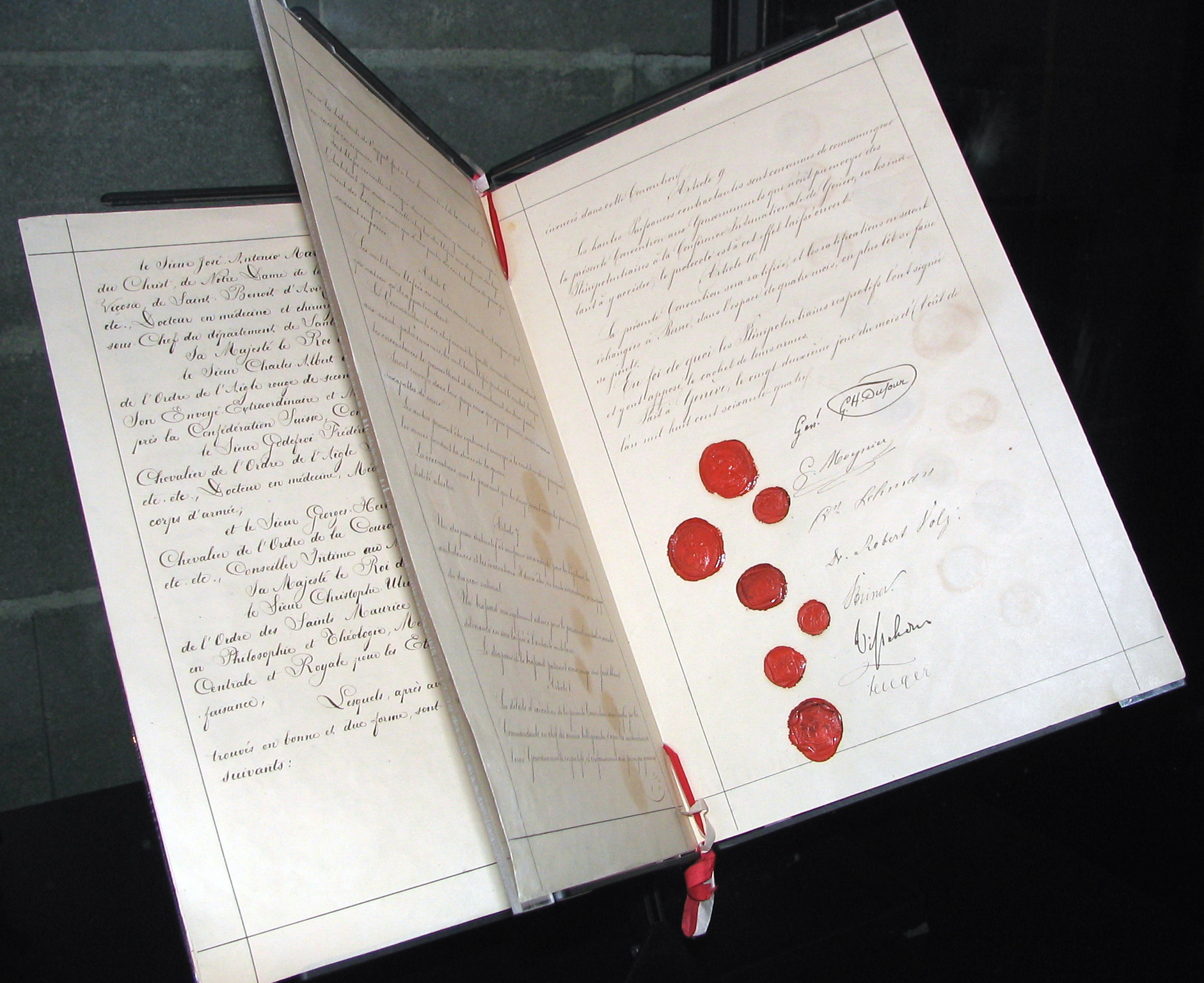
Công ước Genève đầu tiên về việc xử lý các thành viên bị thương và ốm của các lực lượng vũ trang đã được ký kết vào năm 1864.

Luật chiến tranh là một bộ phận của luật quốc tế quy định các điều kiện để phát động chiến tranh (jus ad bellum) và hành vi của các bên tham chiến (jus in bello). Luật chiến tranh xác định chủ quyền và quyền quốc gia, các quốc gia và vùng lãnh thổ, sự chiếm đóng và các điều khoản quan trọng khác của luật pháp quốc tế.
Luật chiến tranh hiện đại đề cập đến việc tuyên bố chiến tranh, chấp nhận đầu hàng và đối xử với tù nhân chiến tranh; sự cần thiết của quân đội, cùng với sự khác biệt và tình trạng cân xứng; và việc cấm một số vũ khí có thể gây ra đau đớn không cần thiết.
Luật chiến tranh được coi là khác biệt so với các bộ phận khác của pháp luật, chẳng hạn như luật nội địa của một quốc gia hiếu chiến cụ thể đối với một cuộc xung đột có thể cung cấp các giới hạn pháp lý bổ sung cho việc tiến hành hoặc biện minh cho chiến tranh.